# Reims
Reims (kiejtve: [ʁɛ̃s] „remsz”) város Franciaországban Párizstól 144 km-re, keletre. Franciaország kulturális és történelmi városa címet viseli.
Múltja a Római Birodalom idejéig nyúlik vissza. Reims nagyon fontos szerepet játszott a francia történelemben, itt volt a francia királyok koronázóhelye, a Miasszonyunk Katedrálisban. A székesegyház súlyos sérüléseket szenvedett az első világháború alatt, az előretörő német csapatok bombázása következtében.
A középkortól Champagne történelmi tartomány legnagyobb városa és székhelye volt. Római katolikus érseki székhely.

## Fekvése
Északkelet-Franciaországban, Champagne történelmi régióban épült a Vesle folyó jobb partján. Mellette húzódik az Aisne–Marne csatorna. A sík völgy két oldalán emelkedő dombsort főleg szőlőültetvények borítják.
A 2016-ig létezett Champagne-Ardenne régió legnagyobb városa volt, ma Marne megye székhelye. Lakossága a 20. században jelentősen gyarapodott; a 21. század elején viszonylag stabil: 2002-ben (MNL) 185 270 lakosa volt (az agglomerációval együtt 210 000).

## Története
A terület már a bronzkorban lakott volt; a települést a gallok alapították. A római uralom idején fejlődött várossá, és Durocortorum néven Gallia Belgica provincia központjává vált.[mikor?]
A kereszténység már a 2. században  megjelent a vidéken. Ekkor építették az első templomokat, és hamarosan püspöki székhely lett. A város több évszázadon át volt Európa vallási-szellemi központja. 400 körül Nicasus püspök templomot építtetett, amelyet később a vandálok elpusztítottak. 451-ben a hunok fosztogattak a településen. 496-ban püspöke, a későbbi Szent Remigius itt keresztelte meg I. Klodvig frank királyt és számos főurát, ahogy Klodvig felvette a frankokkal a kereszténységet, 497 és 499 között a király maga is ebben a városban élt. Egészen 1825-ig itt volt a francia királyok koronázó helye.
816-ban itt koronázta meg a pápa Jámbor Lajost. Nagy Károly mindhárom fia itt van eltemetve a Szent Remigiusnak szentelt bazilikában.
A középkorban főleg gyapjúipara volt nevezetes. 1138-ban VII. Lajos emelte városi rangra. Fia, II. Fülöp Ágost hercegi címmel ruházta fel az érsekeket.
A százéves háború harmadik szakaszában, 1421-ben elfoglalták, de a franciák már 1429-ben visszafoglalták. Ez volt Jeanne d’Arc első nagy katonai sikere, későbbi tekintélyének megalapozója.
1814. március 13-án a „népek csatája” után védekezni kényszerülő Napóleon itt még legyőzött egy kisebb orosz seregtestet, mielőtt feladta volna a kilátástalan küzdelmet.
1854-ben megindult a vasúti közlekedés a város és Párizs között. 1871-ben Poroszország ide helyezte egyik konzulját.
Az elvesztett porosz–francia háború után (1872-tól) nagy erődrendszerrel vették körül. Az első világháborúban előrenyomuló németek 1914. augusztus/szeptember fordulóján harc nélkül megszállták, de az első marne-i csata kedvezőtlen alakulása miatt már szeptember 9-én kiürítették. Októberben újra körülzárták, és ezután Reims sokáig a frontvonalon feküdt. A németek többször megostromolták; tüzérségük gyakorlatilag szétlőtte. Ezt mutatja, hogy lakóinak száma az 1911-es  115 178 után az 1921-es népszámlálás idején már csak 79 645 volt (Révai). A szinte teljesen elpusztult várost hosszú munkával építették újjá.
A második világháborúban csak kisebb károkat szenvedett. A Dwight D. Eisenhower főparancsnok vezette szövetségesek itt fogadták a németek feltétel nélküli megadását. A németek részéről az erről szóló okmányt Karl Dönitz német elnök képviselőjeként Alfred Jodl tábornok írta alá 1945. május 7-én.

## Nevezetességei
- a Reimsi katedrális (Notre-Dame) 1211–1300 között épült 5. és 9. századi alapokon; a világörökség része;
- az 1007–1049 között épült Szent Remi-bazilikát később jelentősen bővítették; itt van Szent Remigius sírja, a kapcsolódó 18. századi apátsági épület ma múzeum.
- (Palais du Tau) érseki palota (alapvetően 17. századi; 13. századi részletekkel, híres szobrokkal).
- Le Vergeur palota, jelenleg múzeum.

- A római időkből maradt fenn a Porte de Mars háromkapus diadalíve.
- Grófi palota.

### Múzeumok
- Szent Denisz Egyházi Múzeum
- Szépművészeti Múzeum
- Régészeti Múzeum
- Történeti Múzeum

## Oktatás
- Egyetemét 1969-ben alapították.
- Művészeti Főiskola
- Jelentős intézménye a NEOMA Business School.
- Konzervatórium.

## Közlekedése
Fontos közúti és vasúti csomópont, repülőtérrel.
A városban busz és villamos is közlekedik.

### Vasút
A Gare de Reims vasútállomáson négy vasútvonal fut össze: a Soissons–Givet-vasútvonal, az Épernay–Reims-vasútvonal, a Reims–Laon-vasútvonal és a Châlons-en-Champagne–Reims-Cérès-vasútvonal.

## Gazdasága
Főleg élelmiszeriparáról híres. További jelentős iparágak:
- repülőgép- és autóalkatrészgyártás,
- textilipar (gyapjúfeldolgozás),
- gépipar.

### Borászati kultúrája
A Champagne borvidék szőlőfeldolgozó iparának és borászatának központja; főleg pezsgőgyártásáról híres.
A pincéket a jól faragható kréta kőzetbe vájták (Révai). A legnevesebb pincészetek:
- Pommery (18 km föld alatti folyosó, egy 75 000 l-es faragott hordó),
- Taittinger,
- Ruinart,
- Veuve Clicquot-Ponasardin,
- Piper Heidsick,
- Mumm.

## Sport
Labdarúgócsapata: Stade de Reims

## Híres lakosai
- Jean-Baptiste Colbert, híres francia államférfi
- Louis-Henri-Joseph Luçon, reimsi érsek
- IV. Lajos

## Testvérvárosai
- Aachen Németország
- Salzburg Ausztria
- Canterbury Nagy-Britannia
- Arlington USA
- Firenze Olaszország
- Brazzaville Kongói Köztársaság